# Gyrus orbitalis lateralis
De gyrus orbitalis lateralis is een hersenwinding aan het orbitale oppervlak van de frontale kwab van de grote hersenen. Aan de mediale zijde loopt de sulcus orbitalis lateralis. De hersengroeve bestaat uit de ramus rostralis sulci orbitalis lateralis, die de gyrus orbitalis lateralis scheidt van de gyrus orbitalis anterior en de ramus caudalis sulci orbitalis lateralis, die de grens vormt met de gyrus orbitalis posterior.